# Krasnodon (huyện)
Huyện Krasnodon (tiếng Ukraina: Краснодонський район, chuyển tự: Krasnodons’kyi raion) là một huyện của tỉnh Luhansk thuộc Ukraina. Huyện Krasnodon có diện tích 1386 kilômét vuông, dân số theo điều tra dân số ngày 5 tháng 12 năm 2001 là 32846 người với mật độ 24 người/km2. Trung tâm huyện nằm ở Krasnodon.